# Minjor Pernik
Minjor Pernik (ПФК Миньор Перник) (deutsch: Bergarbeiter Pernik) ist ein bulgarischer Sportverein, dessen Fußballabteilung in der Wtora liga, der zweithöchsten bulgarischen Spielklasse spielt. Der Verein kommt aus der Stadt Pernik.

## Geschichte
Minjor Pernik wurde 1952 gegründet, nachdem sich mehrere kleine Mannschaften der Stadt zu einem Verein zusammengeschlossen hatten. Die Mannschaft spielte zwischen 1951 und 1962, 1966 und 1970, 1972 und 1977, 1979 und 1981, 1984 und 1985, 1987 und 1989, 1990 und 1992, 1996 und 2001 und ab 2008 in der A Grupa. 2002–2004 spielten sie nur in der dritten Liga. Die besten Saisonen waren 1954/55 und 1960/61, als die Mannschaft jeweils den vierten Platz in der A Grupa erreichte. Der Club spielt insgesamt 31 Jahre in der ersten Liga.

## Frühere Namen
- Pernik, 1970–1973
- Krakra, 1969–1970
- Torpedo, 1948–1952
- Republikanez '46, 1946–1948

## Erfolge
- Pokalfinale 1958
- Pokalhalbfinale 1936

## Spieler
- Loan Boumelaha (2012–2013)
- Kamen Chadschiew (2012–2013)

## Eishockeyabteilung
Die Abteilung Eishockey wurde 1969 gegründet und fusionierte noch im gleichen Jahr mit der Sektion Eishockey von Metalurg Pernik zu Krakra Pernik. 1972 wurde dieses vereinigte Team in DFS' Pernik umbenannt, ehe sich Metalurg 1972 abspaltete und die Eishockeyabteilung wieder als Minjor Pernik spielte. 1977 wurde der Spielbetrieb eingestellt.
Während des Bestehens der Abteilung nahm diese immer am Spielbetrieb der bulgarischen Eishockeyliga teil. Krakra Pernik wurde 1969 Vize- und 1970 Bulgarischer Meister, während die Mannschaft als Minjor Pernik als beste Platzierung den dritten Tabellenrang der Saison 1973/74 erreichte.